# Blue River (album)
Blue River è un album di Eric Andersen, pubblicato dalla Columbia Records nel luglio del 1972.

## Tracce
Brani composti da Eric Andersen, eccetto dove indicato
Lato A
1. Is It Really Love at All – 5:25
2. Pearl's Goodtime Blues – 2:25
3. Wind and Sand – 4:31
4. Faithful – 3:18
5. Blue River – 4:51

Durata totale: 20:30
Lato B
1. Florentine – 3:34
2. Sheila – 4:42
3. More Often Than Not – 4:55 (David Wiffen)
4. Round the Bend – 5:40

Durata totale: 18:51
Edizione CD del 1999, pubblicato dalla Legacy Records (CK 65696)
Brani composti da Eric Andersen, eccetto dove indicato
1. Is It Really Love at All – 5:22
2. Pearl's Goodtime Blues – 2:22
3. Wind and Sand – 4:30
4. Faithful – 3:16
5. Blue River – 4:46
6. Florentine – 3:32
7. Sheila – 4:37
8. More Often Than Not – 4:53 (David Wiffen)
9. Round the Bend – 5:50
10. Come to My Bedside, My Darlin' – 5:01 – Bonus Track
11. Why Don't Love Me – 2:45 – Bonus Track

Durata totale: 46:54

## Musicisti
Is It Really Love at All
- Eric Andersen - voce, chitarra acustica, pianoforte, armonica
- Andy Johnson - chitarra elettrica, vibrafono
- Deborah Green Andersen - pianoforte, accompagnamento vocale
- Mark Spoor - basso
- Gerry Carrigan - percussioni
- Glenn Spreen - woodwind, arrangiamenti strumenti a corda

Pearl's Goodtime Blues
- Eric Andersen - voce, chitarra acustica, pianoforte, armonica
- Eddie Hinton - chitarra elettrica
- David Briggs - organo
- Norbert Putnam - basso
- Kenneth Buttrey - batteria, tambourine

Wind and Sand
- Eric Andersen - voce, chitarra acustica, pianoforte, armonica
- Norbert Putnam - basso

Faithful
- Eric Andersen - voce, chitarra acustica, pianoforte, armonica
- Grady Martin - chitarra gut string
- Deborah Green Andersen - pianoforte, accompagnamento vocale
- David Briggs - organo
- Norbert Putnam - basso
- Kenneth Buttrey - batteria

Blue River
- Eric Andersen - voce, chitarra acustica, pianoforte, armonica
- Andy Johnson - chitarra elettrica
- Weldon Myrick - chitarra steel
- Kevin Kelly - accordion
- Mark Spoor - basso
- Kenneth Buttrey - batteria
- Joni Mitchell - accompagnamento vocale
- Deborah Green Andersen - accompagnamento vocale

Florentine
- Eric Andersen - voce, chitarra acustica, pianoforte, armonica
- Grady Martin - chitarra gut string
- Glenn Spreen - organo, clavicembalo
- Farrell Morris - vibrafono
- Norbert Putnam - basso
- Kenneth Buttrey - percussioni, batteria
- The Holidays con Temple Riser - accompagnamento vocale

Sheila
- Eric Andersen - voce, chitarra acustica, pianoforte, armonica
- Andy Johnson - chitarra elettrica
- Mark Spoor - basso
- Jim McKevitt - batteria

More Often Than Not
- Eric Andersen - voce, chitarra acustica, pianoforte, armonica
- Andy Johnson - chitarra elettrica
- David Bromberg - dobro
- Norbert Putnam - basso
- Richard Schlosser - batteria

Round the Bend
- Eric Andersen - voce, chitarra acustica, pianoforte, armonica
- David Briggs - organo, celesta
- Norbert Putnam - basso
- Kenneth Buttrey - batteria, percussioni
- The Jordanaires - accompagnamento vocale
- Millie Kirkham - accompagnamento vocale
- La Verne Moore - accompagnamento vocale
- Sonja Montgomey - accompagnamento vocale
- Florence Warner - accompagnamento vocale
- Deborah Green Andersen - accompagnamento vocale

Note aggiuntive
- Norbert Putnam - produttore
- Glenn Kolotkin - ingegnere del suono
- Stan Tonkel - ingegnere del suono
- Stan Hutto - ingegnere del suono